# 闇神コウ〜暗闇にドッキリ!〜
『闇神コウ〜暗闇にドッキリ!〜』（やみかみコウ くらやみにドッキリ）は、加地君也による日本の漫画作品。

## あらすじ
高校生の少年・コウは、鬼に襲われていた幼馴染の茜を助けようとして命を落とし、幽霊となる。そこへ芦屋路蔭と名乗る呪術師の少女が現れ、自分の闇神になれば生き返らせると取引を持ちかける。茜を助けるためにコウはやむなく取引に応じる。路蔭の闇神となったコウは、鬼を百匹倒せば人間に戻れると言われ、四神御霊会を駆使しながら鬼と戦うことになる。

## 作中の用語

### 闇神
「骸錬師（がいれんし）」という鬼退治を専門とする者が、骸錬術（がいれんじゅつ）と呼ばれる術を用いて死者の魂を闇神にする。闇神となった死者の頭蓋骨は闇神と繋がっており、頭蓋骨への衝撃が闇神にも伝わるようになっている。闇神は、四神御霊会で呼び出した四神を用いて鬼を退治する。

#### 四神御霊会（しじんごりょうえ）
四神と呼ばれる式神を呼び出し、武器として用いる。
白虎（びゃっこ）
四神御霊会の際は右腕が虎の頭部のようになる。
玄武（げんぶ）
四神御霊会の際は弓となる。
青龍（せいりゅう）
四神御霊会の際は剣となる。
朱雀（すざく）
四神の中でもっとも凶暴で、使役できたのは伝説の闇神のみと言われている。四神御霊会の際は空間に呪印を張り巡らせ、その空間内を思い通りに操ることができるようになる。

#### 骸錬師（がいれんし）
闇神や骸錬術を用いて鬼退治を専門としている者を骸錬師と呼ぶ。陰陽師の一派であったが、千年前に闇神が暴走する事件を起こし、陰陽師から独立した。

### 鬼
人が怨念を抱いたため魂が変化した生物。その姿は、一親等以内の血縁者、もしくは恨みを向けられている者、霊力が強いものにしか見えない。大半は怨念の赴くままに衝動的な行動をし、怨念の対象がいなくなってからは、無差別に殺戮や破壊を繰り返す。稀に生きたまま鬼になるケースがあり、その場合は高い知能を持つ。
本作品の後半は鬼の断末魔が「ぐおに!?」であることが多いが、元々「ぐお!?」だったのがアシスタントに「ぐおに」と読まれた事から作者の加地が気に入って使い続けたと単行本2巻で語られている。

## 登場人物
広瀬鋼（ひろせ コウ）
本作品の主人公。通称「コウ」。喧嘩は強いが女に弱い。曲がったことが嫌いな正義感の強い性格をしている。ごく普通の高校2年生の少年だったが、幼馴染の茜を助けるために命を落とし、路蔭の術によって闇神として生き返る。路蔭から奴隷のように扱われる。闇神から人間に生き返ってから半年後に鬼退治の為に路蔭に弟子入りして見習い骸錬師となる。
芦屋路蔭（あしや ろいん）
骸錬師の少女。高校2年生。金の亡者で性格も口も悪いが、学校では優等生を演じている。鬼に殺されたコウを闇神にして奴隷のように扱う。「路蔭」は仕事上の名前で、本名は芦屋聖子（あしろや せいこ）。胸が小さい。
榊原茜（さかきばら あかね）
コウの幼馴染の少女で、心優しい性格。鬼に襲われているところを路蔭とコウに助けられる。高校2年生。第1話に出たきりしばらく登場しなかったが、終盤では「北辰巫女（ほくしんのみこ）」と呼ばれる、千年に一度現われる特別な存在であることが判明する。
月御門醒明（つきみかど せいめい）
陰陽師の美男子で、今の心霊ブームの立役者。テレビにも出演して女性に大人気である上、デビューCDシングルの売上は100万枚突破。21歳。闇神を危険視している。陰陽師としても高い能力を持ち、十二神将を使役する。
茜の叔父（あかねのおじ）
父を亡くした茜を引き取って面倒を見ており、会社の社長を務めている。実は事故に見せかけて茜の父を殺した張本人であり、茜を引き取ったのも茜を手籠めにするためであった。最終的には鬼と化した茜の父親に殺される。
冴島玲子（さえしま れいこ）
大学教授。化学系の分野が専門。この世は110個の元素で全てできており、鬼など存在しないと主張。路蔭と比べてバストが大きい。
高山響（たかやま ひびき）
最速に対する執着心から生まれた鬼。語彙が少ない。高山とコウの対決は単行本の各和紹介でも作者が反省の言葉を述べる形で出来の悪さを認めている。
武蔵坊弁慶（むさしぼう べんけい）
過去からの刺客。作中屈指の強敵。頭巾から額にある第三の目玉を覗かせる。コウと醒明のコンビネーションに敗れる。
風魔小太郎（ふうま こたろう）
過去からの刺客。織田信長の命を受けて茜をさらいに来た。味方を吸収してパワーアップするがコウと醒明のコンビネーションに敗れ、尚も諦めなかったが信長に見限られて殺される。
織田信長（おだ のぶなが）
過去からの刺客。周りの物質がすべて蒸発するほどの、もはや妖気と呼ぶことが疑わしいほどの妖気を発する。コウの覚醒により敗北。強力な霊力を持っており、それまでコウが集めた鬼の魂と信長の魂を合わせると鬼100体分以上の霊力となる。

## 単行本
1. 彼の命は突然に…!! ISBN 4-0887-3511-0 / ISBN 978-4-0887-3511-5[1]
2. 今 其処にある魂 ISBN 4-0887-3545-5 / ISBN 978-4-0887-3545-0[2]